# Petre Ispirescu
Petre Ispirescu (Bucarest, 21 de enero de 1830-Bucarest, 21 de noviembre de 1887) fue un editor, folclorista, narrador, escritor e impresor rumano.

## Biografía
Nació el 21 de enero de 1830 en Bucarest. Sus padres lo destinaron a la carrera sacerdotal, sin embargo Ispirescu la abandonó y entró en 1844 como trabajador en la imprenta de Zaharia Carcalechi, posteriormente se trasladó a la imprenta de Copainie. Fue condenado a un mes de prisión por imprimir la correspondencia de Nicolae Vogoride.
Director de la imprenta Naţionalul y de Românul en 1864, Ispirescu abrió una tercera empresa en compañía de Carol Göbl, la imprenta Lucrătorilor Asociatii. Más adelante se convirtió en propietario de la imprenta de la Academia Rumana.
Debutó como escritor en 1862, cuando aparecieron sus primeros cuentos de hadas en la publicación Țăranul român ('El campesino rumano') y en folletos. Luego publicó Legendele şi basmele românilor (1874), Isprăvile şi viaţa lui Mihai Viteazu (1876), Snoave şi Poveşti populare (1879), Poveştile unchiaşului sfătos (1879), Pilde şi ghicitori (1880), Basme, snoave şi glume (1883), Jucării şi jocuri de copil (1885), Poveşti morale y Despre Pomul Crăciunului (1886). Fallecido en Bucarest el 21 de noviembre de 1887, era considerado una autoridad en la lengua rumana y en tradiciones populares.